# Парличев, Григор
Григор Ставрев Парличев (болг. Григор Ставрев Пърличев, макед. Григор Прличев, 18 января 1830, Охрид, Османская империя — 25 января 1893, Охрид, Османская империя) болгарский просветитель из Македонии, писатель и переводчик.

## Биография

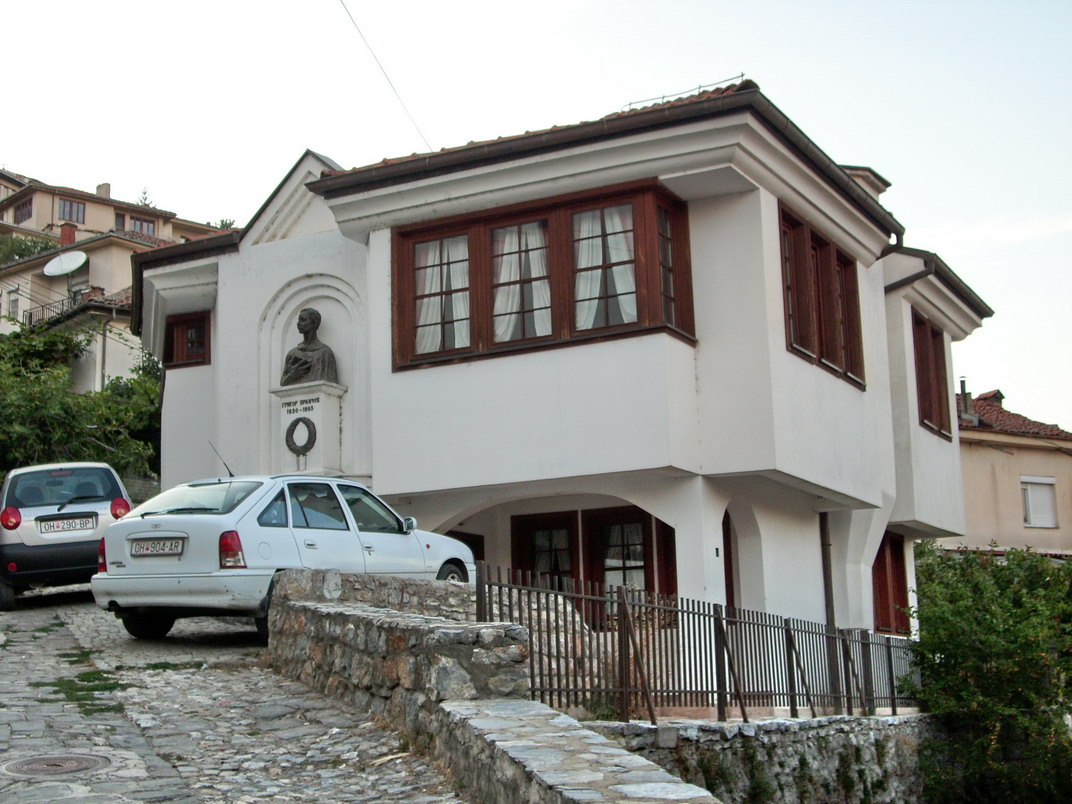
Родной дом Парличева в Охриде

Родился в семье ремесленника, учился в церковном училище. Был учителем греческого языка в Охриде, Прилепе, Тиране. В 1850—1851 и в 1858 годах изучал медицину в Афинах, в 1860 году перешёл на филологический факультет Афинского университета. В том же году победил в литературном конкурсе, вступив со своей поэмой на греческом языке «Ο Αρματωλός» (Воевода), и заслужил прозвание «Второй Гомер». Отказался от стипендии в Оксфорде и Берлине, и вернулся в Охрид, поскольку ему постоянно припоминали его негреческое происхождение.
Парличев выступил за просвещение и церковную службу на болгарском языке, за что был подвергнут репрессиям по доносу греческого архиепископа Милетия. В этот же период жизни Парличев активно изучает болгарский язык, который называет славонским. С этих пор и до конца своих дней он пишет только на болгарском.
В 1869 году открыл в Охриде первую народную библиотеку «Св. Климент» и преподаёт болгарский язык в Охриде, Струге, Габрово, Битоле, в Солунской болгарской мужской гимназии. В 1870 году писатель переводит свою греческую поэму и ранние работы с греческого на болгарский, пишет новую «Скандербег». Парличев стал первым, кто перевёл «Илиаду» Гомера на болгарский, хотя критики не высоко оценили его обращение с языком. Он использовал старый церковно-славянский язык и свой охридский диалект, далёкий от канонического болгарского языка. Также, после 1945 г., творчество Парличева стало одним из истоков национальной македонской литературы.
Его сын Кирил Парличев был важной фигурой в революционном движении в Македонии и Болгарии.

## Творчество
- Скандербег,
- поэмы на греческом языке:
  - Арматолос (Воевода),
- стихотворения на болгарском:
  - Докога, братя мили българи,
  - Чуйте, чеда македонски,
  - Песен за унищожението на Охридската патриаршия,
- автобиография,
- первый болгарский перевод «Илиады» Гомера.